# とかげ座
とかげ座（とかげざ、ラテン語: Lacerta）は、現代の88星座の1つ。17世紀末にポーランド生まれの天文学者ヨハネス・ヘヴェリウスが考案した新しい星座で、トカゲがモチーフとされている。どの星も4等星以下の明るさで、目立たない星座である。1936年6月18日に五味一明がこの星座の領域で発見し、日本人が初めて第一発見者となった新星は、「五味新星」の別名で知られている。

## 特徴

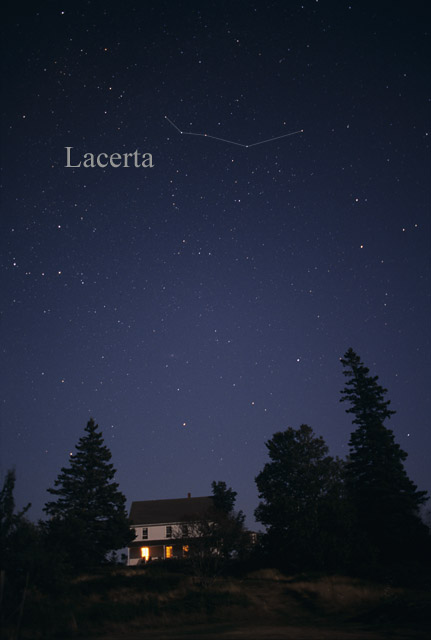
とかげ座の全景。

東をアンドロメダ座、北東をカシオペヤ座、北をケフェウス座、西をはくちょう座、南をペガスス座に囲まれており、北半分は天の川に掛かっている。20時正中は10月下旬頃で、北半球では夏の星座とされたり秋の星座とされたりするが、一年中北の空に見ることができる。北端は+56.92°、南端は+35.17°と天の赤道から北に離れた位置にあるため、南半球の中緯度地域から南ではその全容を見ることは難しく、南極圏からは全く見ることができない。一方で北極圏では星座の全ての星が周極星となる。

## 由来と歴史

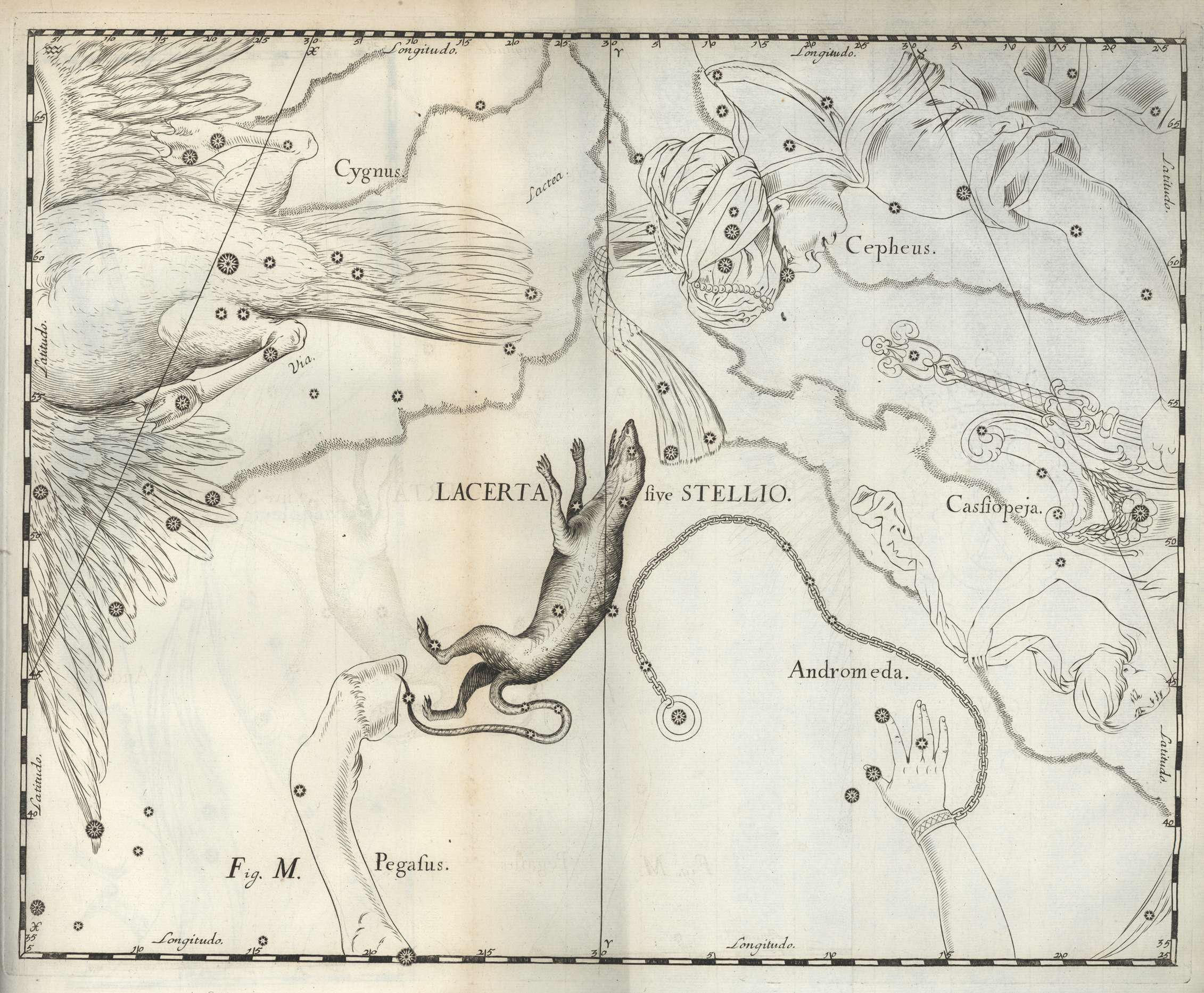
ヨハネス・ヘヴェリウスの死後の1690年に出版された星図『Firmamentum Sobiescianum』に描かれたとかげ座。Lacerta sive Stellio （トカゲまたはステリオアガマ）と記されている。

とかげ座は、17世紀末にポーランド生まれの天文学者ヨハネス・ヘヴェリウスによって考案された。ヘヴェリウスの死後の1690年に妻によって出版された著書『Prodromus Astronomiae』に収められた星図『Firmamentum Sobiescianum』と星表『Catalogus Stellarum』に記載されたのが初出である。ヘヴェリウスは、はくちょう座とアンドロメダ座の間の領域にトカゲの星座絵を描き、Lacerta ſive Stellio（トカゲまたはステリオアガマ）という星座名を記した。その後は Stellio は使われなくなり、Lacerta だけが生き残った。この Stellio について、19世紀末のアメリカのアマチュア博物学者リチャード・ヒンクリー・アレンは、著書『星名とその意味 (Star-Names and Their Meanings)』の中でthe Stellion, a newt with star-like dorsal spots found along the Mediterranean coast. （地中海沿岸に生息する、背中に星のような斑点を持つイモリ）として紹介した。その影響か、日本の文献では「ヘヴェリウスは「いもり座」にしようかと考えていた」とする話が紹介されてきたが、前述のように実在の Stellio は地中海沿岸に生息するステリオアガマ (学名 Laudakia stellio) というアガマ科イワアガマ属の爬虫類であり、事実ではない。またとかげ座あたりの星のきらめきが、「とかげのウロコの光に似ているから」とヘベリウスは説明しています。と説明されることもあるが、これもまたへヴェリウスが遺した文献には見られない説明である。
イギリスの天文学者ジョン・フラムスティードは、1725年に刊行した『Catalogus Britannicus』の中で、ヘヴェリウスがケフェウス座の一部としていた星をとかげ座に加えて、その領域を拡張させた。この星座にギリシア文字の符号が付けられた星はα星とβ星の2つしかないが、それらは1845年にイギリスの天文学者フランシス・ベイリーが刊行した『British Association Catalogue』の中で付されたものである。
1922年5月にローマで開催されたIAUの設立総会で現行の88星座が定められた際にそのうちの1つとして選定され、星座名は Lacerta、略称は Lac と正式に定められた。
へヴェリウスがとかげ座を世に送り出す以前に、この領域に独自の星座を設けた事例があった。17世紀フランスの建築家で天文学者のオギュスタン・ロワーエは、1679年に刊行した天文書『Cartes du Ciel réduites en quatre tables』の中でこの領域に Sceptre Royal & de la main de Justice（王笏と正義の手）という星座を設けた。これはルイ14世を称揚する目的で作られた星座であったが、とかげ座ほどの支持を得られず18世紀中頃までには完全に廃れてしまった。

### 中国
ドイツ人宣教師イグナーツ・ケーグラー（戴進賢）らが編纂し、清朝乾隆帝治世の1752年に完成・奏進された星表『欽定儀象考成』では、とかげ座の星々は、二十八宿の北方玄武七宿の第五宿「危宿」と第六宿「室宿」に配されていた。危宿では、1番星がペガスス座の2星とともに農具の杵を表す星官「杵」に、15・11・2の3星は、はくちょう座の4星とともに戦車の車庫を表す星官「車府」に配された。室宿では、4・α・β・9 の4星が、アンドロメダ座・カシオペヤ座・ケフェウス座・はくちょう座の星とともに、空を飛ぶ蛇の妖怪を表す星官「騰蛇」を成した。
- 江戸時代18世紀の百科事典『和漢三才図会』に描かれた危宿の星々。
- 18世紀清朝の百科事典『古今図書集成』に描かれた室宿の星々。

## 神話
新しい星座であるため、星座にまつわる神話や伝承はない。

## 呼称と方言
ラテン語の学名 Lacerta に対応する日本語の学術用語としての星座名は「とかげ」と定められている。現代の中国では蝎虎座と呼ばれている。
日本では、明治末期には「蜥蜴」という訳語が充てられていたことが、1910年（明治43年）2月刊行の日本天文学会の会報『天文月報』第2巻11号に掲載された「星座名」という記事でうかがい知ることができる。この訳名は、1925年（大正14年）に初版が刊行された『理科年表』にも「蜥蜴（とかげ）」として引き継がれた。戦後の1952年（昭和27年）7月に日本天文学会が「星座名はひらがなまたはカタカナで表記する」とした際に、Lacerta の日本語の学名は「とかげ」と定まり、これ以降は「とかげ」という学名が継続して用いられている。

## 主な天体
1936年6月にケフェウス座との境界近くで発見された新星は五味新星の名前で知られている。

### 恒星
2022年4月現在、国際天文学連合 (IAU) によって1個の恒星に固有名が認証されている。
HAT-P-40
太陽系から約1588 光年の距離にある、見かけの明るさ11.34 等の11等星。国際天文学連合の100周年記念行事「IAU100 NameExoWorlds」でリトアニアに命名権が与えられ、主星は Taika、太陽系外惑星は Vytis と命名された。
その他、以下の恒星が知られている。
α星
太陽系から約104 光年の距離にある、見かけの明るさ3.77 等、スペクトル型 A1V のA型主系列星で、4等星。とかげ座で最も明るく見える恒星。46.7″離れた位置に見えるB星は2500光年以上の距離にある見かけの二重星である。
β星
太陽系から約169 光年の距離にある、見かけの明るさ4.44 等、スペクトル型 G9IIIbCa1 の黄色巨星で、4等星。
とかげ座CP星
1936年6月18日に発見された古典新星。発見から2日後に極大を迎えた際には2.1 等まで明るくなった。太陽系から約3800 光年の距離にある、白色矮星と赤色矮星の連星系と考えられている。日本人が第一発見者となった初の新星で、第一発見者となった五味一明の名前を取って「五味新星」と呼ばれた。

### 星団・星雲・銀河
18世紀フランスの天文学者シャルル・メシエが編纂した『メシエカタログ』に掲載された天体は1つもないが、パトリック・ムーアがアマチュア天文家の観測対象に相応しい星団・星雲・銀河を選んだ「コールドウェルカタログ」に選ばれた散開星団NGC 7243 が位置している。また、はくちょう座との境界近くにある活動銀河核とかげ座BL は、とかげ座BL型天体のプロトタイプとして知られる。
NGC 7243
太陽系から約2860 光年の距離にある散開星団。コールドウェルカタログの16番に選ばれている。小望遠鏡で見ると、満月ほどの領域に8等級以下の明るさの星が数十個集まって見える。
とかげ座BL
活動銀河核。1928年11月にドイツの天文学者クーノ・ホフマイスターが発見した。発見当時は変光を示す点光源のように見えたために変光星の命名規則に基いた BL Lacertae という名称がつけられたが、実際は天の川銀河から9億光年以上の距離にある活動銀河である。のちに発見された同様の特徴を持つ天体は、総称してとかげ座BL型天体 (英: BL Lacertae object, BL Lac object) と呼ばれている。
- 口径8インチの望遠鏡で撮影された散開星団NGC 7243。
- Pan-STARRS の第1回データリリースで写されていたとかげ座BL（画像中央）。画像左の明るい天体は前景の恒星。

## 流星群
とかげ座の名前を冠した流星群のうち、IAUの流星データセンター (IAU Meteor Data Center) で確定された流星群 (Established meteor showers) とされているものは、とかげ座α流星群 (alpha Lacertids, ALA) のみ。